# 曹煃
曹煃（1580年—？年），字在魯，號聚垣，河南南陽府新野縣人，明朝政治人物。

## 生平
丙午河南鄉試三十三名舉人，萬曆三十八年庚戌科会试二百八十八名，第三甲第二百四十一名進士。吏部觀政，四十年任順天乡试同考官。因科考贿买案被御史凌汉翀弹劾。

## 家族
曾祖曹綸，飲賓；祖曹洙，選貢；父曹極，庠生儒官；母孟氏。具慶下，妻陶氏，兄燿；燧；脩；贊；光爕（庠生）；光啓（增生）。弟煒（壬子舉人）；弘；烺；燻；烜（庠生）；燁。子增；埈；堪；壡；釋熊。